# Barrow A.F.C.

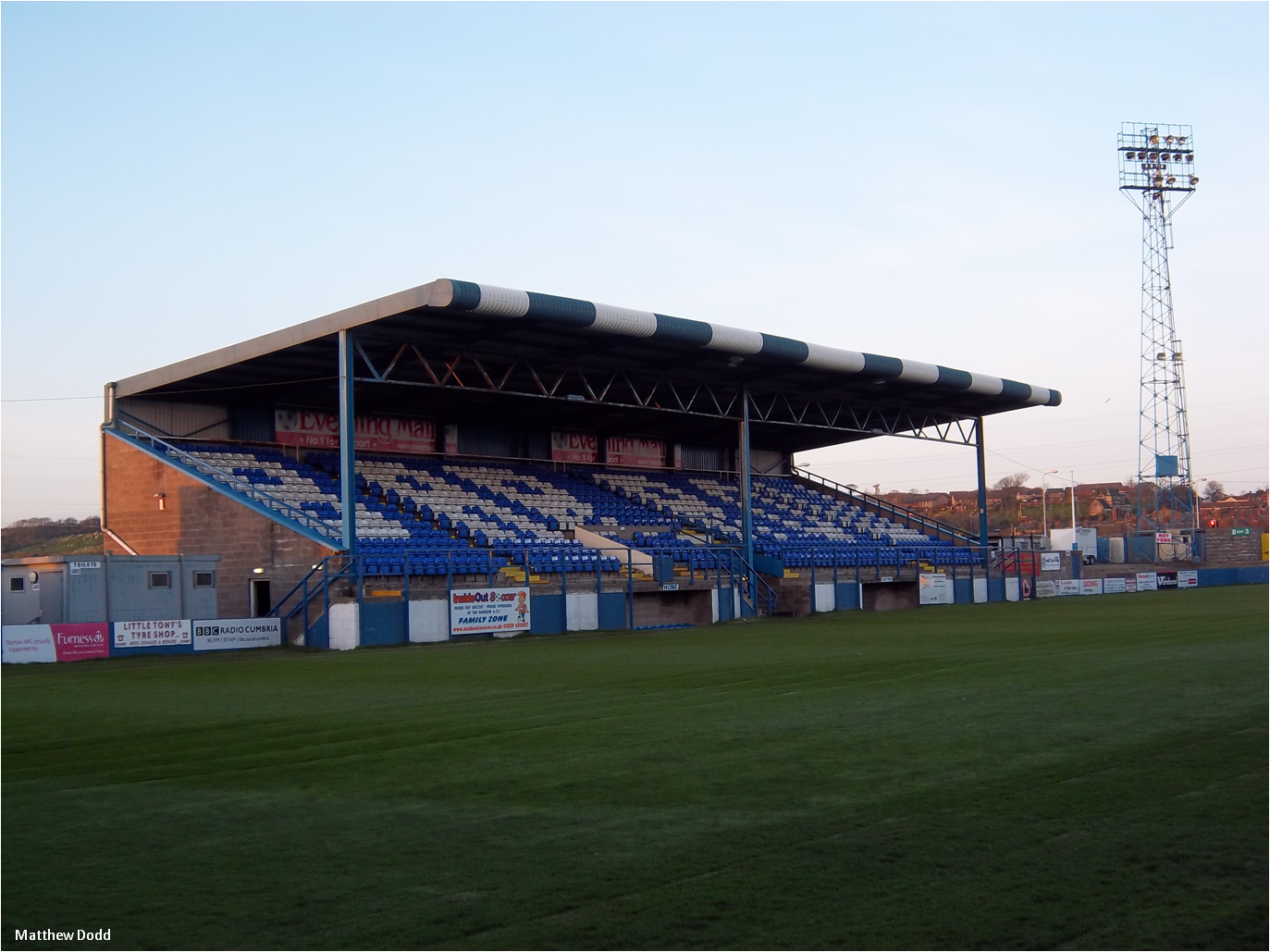
Sân vận động Holker Street

Barrow AFC là một câu lạc bộ bóng đá có trụ sở tại Barrow-in-Furness, Cumbria, Anh. Đội bóng hiện thi đấu tại EFL League Two - Giải hạng 4 bóng đá Anh và có sân nhà ở Holker Street cách ga xe lửa Barrow-in-Furness khoảng nửa dặm

## Danh hiệu
- Football League Fourth Division
  - Thăng hạng mùa giải 1966–67[2]
- National League:
  - Nhà vô địch mùa giải 2019–20[3]
- FA Trophy:
  - Nhà vô địch các mùa giải 1989–90, 2009–10
- Conference North
  - Nhà vô địch mùa giải 2014–15[4]
  - Nhà vô địch vòng Play-Off mùa giải 2007–08
- Lancashire Senior Cup:
  - Nhà vô địch mùa giải 1954–55
- Northern Premier League:
  - Nhà vô địch các mùa giải 1983–84, 1988–89, 1997–98[5]
  - Á quân mùa giải 2002–03
- Lancashire Combination Division One:
  - Nhà vô địch mùa giải 1920–21[6]
  - Á quân mùa giải 1913–14,
- Lancashire Combination Division Two:
  - Á quân các mùa giải 1904–05, 1910–11
- Northern Premier League Challenge Cup:
  - Á quân mùa giải 1987–88
- Northern Premier League President's Cup:
  - Nhà vô địch các mùa giải 2001–02, 2003–04
- Peter Swales Shield:
  - Nhà vô địch mùa giải 1984–85
- Lancashire Junior Cup
  - Nhà vô địch mùa giải 1980–81

## Thống kê
- Kỷ lục khán giả đến sân - 16,874 người trong trận đấu với Swansea Town, 9 tháng 1 năm 1954
- Thành tích tốt nhất tại Hạng đấu (Football League) – Xếp thứ 8 tại Division Three mùa giải 1967–68
- Thành tích tốt nhất tại FA Cup– Vòng ba các mùa giải 1945–46, 1947–48, 1953–54, 1955–56, 1958–59, 1963–64, 1966–67, 1967–68, 1990–91, 2008–09, 2009–10, 2016–17, 2021-22
- Thành tích tốt nhất tại League Cup– Vòng ba các mùa giải 1962–63, 1967–68